# Jonas Stephani Lippius
Jonas Stephani Lippius, död 1676, var en svensk präst.

## Biografi
Jonas Lippius var son till kyrkoherden Stephanus Jonæ (Lippius) och Kristin Jonsdotter (Eberstein) i Köpings församling på Öland. Lippius studerade i Kalmar och fortsattes sina studier utomlands. Han prästvigdes 19 september 1645 och blev slottspastor och garnisonspräst för de två kompanierna av överste Glattstens regemente. Regementena var förlagda åren 1647–1648 i Kalmar. Lippius utnämndes 17 mars 1652 till kyrkoherde i Köpings församling efter sin fader och installerades 7 november 1653 av superintendenten Samuel Enander. Han var riksdagsman vid riksdagen 1657 och riksdagen i Göteborg 1660 och blev kontraktsprost i Ölands norra kontrakt 6 juli 1665. Lippius avled i början av 1676.

### Familj
Lippius var gift med Elisabet Pehrsdotter Spaak (död 1699). De fick tillsammans barnen Stephan Lippius (född 1653), löjtnanten Nils Lippius (1655–1710), Sara Lippia (född 1658) som var gift med kassören Herman Wallrawe på Borgholms slott, Jonas Lippius (1660–1661), Johannes Lippius (1660–1661) och Pehr Lippius (1666–1667).